# Aamulehti

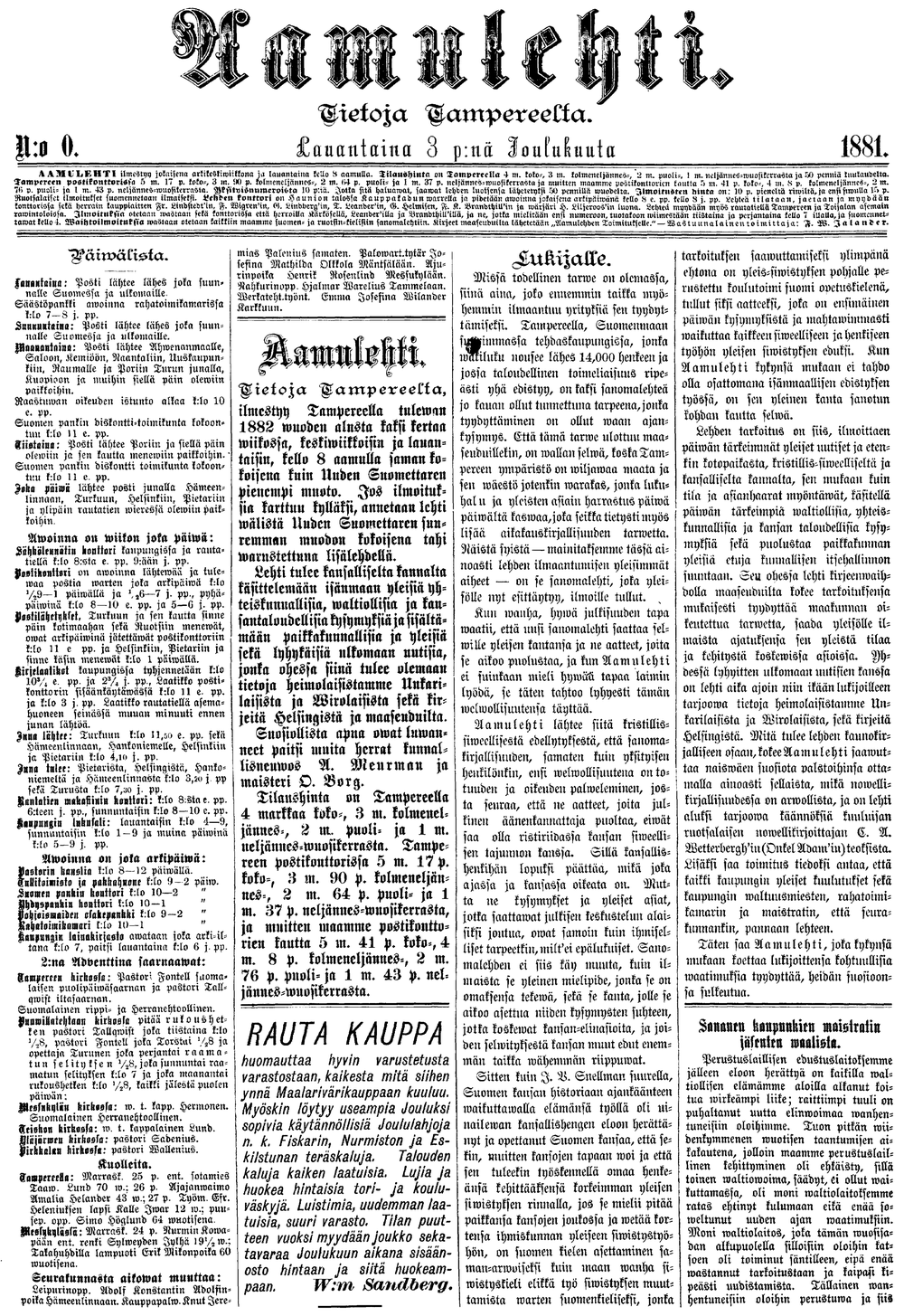
Page couverture de l'édition du 3 décembre 1881

Aamulehti est un quotidien finlandais publié à Tampere.
Ce journal, appartenant depuis 1998 à Alma Media, est le second en termes de diffusion dans le pays.

## Ligne éditoriale
Le journal fut longtemps le porte parole du  Parti de la Coalition nationale (Kokoomus).
Depuis  1992 sa ligne est indépendante.